# Список главных тренеров ФК «Карабах» (Агдам)
Ниже представлен список главных тренеров футбольного клуба «Карабах» и их главных достижений с 1951 года по настоящее время. 
Самым успешным специалистом в истории клуба является нынешний главный тренер команды Гурбан Гурбанов, под чьим руководством команда завоевала 11 золотых медали чемпионата Азербайджана и 6 кубков Азербайджана. Он же добился наивысшего успеха в европейских соревнованиях — 1/8 финала Лиги Европы УЕФА 2023/2024.

## Список тренеров
| Неизвестно (1951–1966) |                                           |      |       |                                                                                           |               |
| Надир Худабахшиев      | Союз Советских Социалистических Республик | 1967 | 1967  |                                                                                           | [ 1 ]         |
| Эльхан Джавадзаде      | Союз Советских Социалистических Республик | 1967 | 1968  |                                                                                           | [ 2 ] [ 3 ]   |
| Тофик Ахундов          | Союз Советских Социалистических Республик | 1969 | 1969  |                                                                                           | [ 4 ]         |
| Рамиз Шахмамедов       | Союз Советских Социалистических Республик | 1969 | 1969  |                                                                                           | [ 4 ]         |
| Неизвестно (1970–1975) |                                           |      |       |                                                                                           |               |
| Аллахверди Багиров     | Союз Советских Социалистических Республик | 1976 | 1976  |                                                                                           | [ 5 ]         |
| Неизвестно (1977–1986) |                                           |      |       |                                                                                           |               |
| Адиль Надиров          | Союз Советских Социалистических Республик | 1987 | 1988  |                                                                                           | [ 6 ]         |
| Эльбрус Аббасов        | Союз Советских Социалистических Республик | 1988 | 1988  | Чемпион АзССР                                                                             | [ 7 ]         |
| Рашид Узбеков          | Союз Советских Социалистических Республик | 1989 | 1989  |                                                                                           | [ 8 ]         |
| Эльбрус Аббасов        | Союз Советских Социалистических Республик | 1990 | 1990  | Чемпион АзССР · Обладатель Кубка АзССР                                                    | [ 9 ]         |
| Агасалим Мирджавадов   | Союз Советских Социалистических Республик | 1991 | 1991  |                                                                                           | [ 10 ]        |
| Назим Мехралиев        | Азербайджан                               | 1992 | 1992  |                                                                                           | [ 11 ]        |
| Агасалим Мирджавадов   | Азербайджан                               | 1993 | 1994  | Чемпион Азербайджана · Обладатель Кубка Азербайджана · Обладатель Суперкубка Азербайджана | [ 12 ] [ 13 ] |
| Беюкага Агаев          | Азербайджан                               | 1994 | 1994  |                                                                                           | [ 14 ]        |
| Агасалим Мирджавадов   | Азербайджан                               | 1994 | 1996  |                                                                                           | [ 14 ] [ 15 ] |
| Эльбрус Аббасов        | Азербайджан                               | 1996 | 1997  |                                                                                           | [ 16 ]        |
| Джаваншир Новрузов     | Азербайджан                               | 1997 | 1998  |                                                                                           | [ 17 ]        |
| Агасалим Мирджавадов   | Азербайджан                               | 1998 | 1999  |                                                                                           | [ 18 ]        |
| Беюкага Агаев          | Азербайджан                               | 1999 | 1999  |                                                                                           | [ 19 ]        |
| Назим Мехралиев        | Азербайджан                               | 2000 | 2000  |                                                                                           | [ 19 ]        |
| Эльбрус Аббасов        | Азербайджан                               | 2000 | 2000  |                                                                                           | [ 20 ]        |
| Эльшад Ахмедов         | Азербайджан                               | 2001 | 2001  |                                                                                           | [ 20 ]        |
| Шахин Диниев           | Азербайджан                               | 2001 | 2002  |                                                                                           | [ 21 ]        |
| 2002–2003              |                                           |      |       |                                                                                           |               |
| Шахин Диниев           | Азербайджан                               | 2003 | 2004  |                                                                                           | [ 22 ]        |
| Игорь Пономарёв        | Азербайджан                               | 2004 | 2005  |                                                                                           | [ 23 ]        |
| Эльхан Абдуллаев       | Азербайджан                               | 2005 | 2005  |                                                                                           | [ 24 ]        |
| Беюкага Агаев          | Азербайджан                               | 2006 | 2006  | Обладатель Кубка Азербайджана                                                             | [ 25 ]        |
| Расим Кара             | Турция                                    | 2006 | 2008  |                                                                                           | [ 26 ]        |
| Гурбан Гурбанов        | Азербайджан                               | 2008 | н. в. | Чемпион Азербайджана (10) · Обладатель Кубка Азербайджана (6)                             |               |

## Галерея
- Агасалим Мирджавадов
- Беюкага Агаев
- Игорь Пономарёв
- Расим Кара
- Гурбан Гурбанов

## References
1. ↑  "Neftçi"də aktyora, bəstəkara yer tapılır, amma futbolçu Elbrus Abbasova yox". Qol.az. Дата обращения: 4 декабря 2022. Архивировано 4 декабря 2022 года.
2. ↑  Ağdamda futbol (1967). since1951.az. Дата обращения: 17 июля 2024. Архивировано 17 июля 2024 года.
3. ↑  Ağdamda futbol (1968). since1951.az. Дата обращения: 17 июля 2024. Архивировано 17 июля 2024 года.
4. 1 2  Ağdamda futbol (1969). since1951.az. Дата обращения: 17 июля 2024. Архивировано 17 июля 2024 года.
5. ↑  Milli Qəhrəman Allahverdi Bağırovun doğum günündür. Sportline.az. Дата обращения: 22 апреля 2016. Архивировано 30 августа 2021 года.
6. ↑  Adil Nadirov: "Bu gün Ağdamın təkcə "Qarabağ"ı qalıb". www.stadium.az. stadium.az. Дата обращения: 29 января 2019. Архивировано 30 августа 2021 года.
7. ↑  1988 - 51 чемпионат СССР КФК, чемпионат Азербайджанской ССР. www.footbook.ru. footbook.ru. Дата обращения: 22 июля 2024. Архивировано 24 октября 2021 года.
8. ↑  Состав команды «Карабах» Агдам в сезоне 1989. footballfacts.ru. Дата обращения: 22 июля 2024. Архивировано 30 августа 2021 года.
9. ↑  Состав команды «Карабах» Агдам в сезоне 1990. footballfacts.ru. Дата обращения: 22 июля 2024. Архивировано 30 августа 2021 года.
10. ↑  Состав команды «Карабах» Агдам в сезоне 1991. footballfacts.ru. Дата обращения: 22 июля 2024. Архивировано 30 августа 2021 года.
11. ↑  Arxiv - 1992 - Oyunçu statistikası. Pfl.az. Дата обращения: 22 июля 2024. Архивировано 18 января 2022 года.
12. ↑  Arxiv - 1993 - Oyunçu statistikası. Pfl.az. Дата обращения: 22 июля 2024. Архивировано 20 января 2022 года.
13. ↑  Arxiv - 1993/1994 - Oyunçu statistikası. Pfl.az. Дата обращения: 22 июля 2024. Архивировано 20 января 2022 года.
14. 1 2  Arxiv - 1994/1995 - Oyunçu statistikası. Pfl.az. Дата обращения: 22 июля 2024. Архивировано 26 октября 2021 года.
15. ↑  Arxiv - 1995/1996 - Oyunçu statistikası. Pfl.az. Дата обращения: 22 июля 2024. Архивировано 22 января 2022 года.
16. ↑  Arxiv - 1996/1997 - Oyunçu statistikası. Pfl.az. Дата обращения: 22 июля 2024. Архивировано 26 октября 2021 года.
17. ↑  Arxiv - 1997/1998 - Oyunçu statistikası. Pfl.az. Дата обращения: 22 июля 2024. Архивировано 24 января 2022 года.
18. ↑  Arxiv - 1998/1999 - Oyunçu statistikası. Pfl.az. Дата обращения: 22 июля 2024. Архивировано 18 января 2022 года.
19. 1 2  Arxiv - 1999/2000 - Oyunçu statistikası. Pfl.az. Дата обращения: 22 июля 2024. Архивировано 26 октября 2021 года.
20. 1 2  Arxiv - 2000/2001 - Oyunçu statistikası. Pfl.az. Дата обращения: 22 июля 2024. Архивировано 18 января 2022 года.
21. ↑  Arxiv - 2001/2002- Oyunçu statistikası. Pfl.az. Дата обращения: 22 июля 2024. Архивировано 20 января 2022 года.
22. ↑  Arxiv - 2003/2004- Oyunçu statistikası. Pfl.az. Дата обращения: 22 июля 2024. Архивировано 20 января 2022 года.
23. ↑  Arxiv - 2004/2005- Oyunçu statistikası. Pfl.az. Дата обращения: 22 июля 2024. Архивировано 20 января 2022 года.
24. ↑  "Qarabağ"ın baş məşqçisi Elxan Abdullayev oldu. www.qarabagh.com. Дата обращения: 13 июля 2005. Архивировано 30 августа 2021 года.
25. ↑  Böyükağa Ağayev "Qarabağ"ın baş məşqçisi oldu. www.qarabagh.com. Дата обращения: 4 января 2006. Архивировано 31 августа 2022 года.
26. ↑  Rasim Kara "Qarabağ" klubunun baş məşqçisi təyin olunub. www.qarabagh.com. Дата обращения: 11 декабря 2006. Архивировано 30 августа 2021 года.